# Temporada da CART World Series de 1979
A temporada de 1979 foi a edição inaugural do campeonato de "IndyCars" sob a chancela da CART, transformando o até então campeonato nacional no embrião do que viria a ser uma competição internacional. O campeonato consistiu em 14 corridas e Rick Mears foi o campeão, e o novato (rookie) do ano foi Bill Alsup. As 500 Milhas de Indianápolis de 1979 foi sancionado pela USAC, mas contou para o campeonato da CART, valendo pontuação como as outras etapas. Rick Mears venceu a Indy500, sua primeira das quatro vitórias no evento.
A temporada de 1979 foi cheia de controvérsias dentro e fora da pista. Durante a "offseason", vários proprietários de equipes da IndyCar se separaram da USAC e formaram o Championship Auto Racing Teams, um novo órgão sancionador para administrar o esporte das corridas de carros Indy. A USAC continuou sancionando seu Campeonato Nacional, chamado USAC Championship Car, resultando em dois campeonatos nacionais paralelos em 1979. A controvérsia sobre a primeira "divisão" nas corridas Indy chegou ao seu primeiro clímax nas 500 Milhas de Indianápolis de 1979, quando a USAC rejeitou inscrições de certos proprietários da CART. Os proprietários ganharam uma liminar para serem autorizados a competir, e mais tarde, uma outra controvérsia surgiu, desta vez envolvendo canos de descarga ilegais.
O campeonato de 1979 da CART foi realizada por meio de um acordo de tal forma que caiu sob o guarda-chuva sancionatório da Sports Car Club of America (SCCA). Este arranjo temporário de um ano era tal que seria formalmente reconhecido pelo Comitê de Competição Automobilística dos Estados Unidos (ACCUS), membro filiado a Federação Internacional do Automóvel (FIA).
Com três vitórias, dois poles e 14 top dez (sem terminar pior do que 7°), Rick Mears correu para o título do campeonato inaugural da CART. Mears levou uma grande vantagem depois de vencer a Indy500, e nunca renunciou ao primeiro lugar no restante da temporada. Bobby Unser venceu seis corridas e terminou com o vice-campeonato.

## Pilotos e construtores
Equipes e pilotos competiram pela CART World Series de 1979.
- Em parenteses ( ) significa a numeração usada nas 500 Milhas de Indianápolis de 1979

| Equipes                     | Chassis                                       | Motores                                     | #       | Pilotos                 | Corridas         |
| --------------------------- | --------------------------------------------- | ------------------------------------------- | ------- | ----------------------- | ---------------- |
| O'Connell Racing            | McLaren                                       | Cosworth                                    | 1       | Tom Sneva               | All              |
| O'Connell Racing            | McLaren                                       | Cosworth                                    | 32      | Johnny Parsons          | 11               |
| Chaparral Cars              | Lola (1-3) Chaparral (4-14)                   | Cosworth                                    | 2       | Al Unser                | All              |
| Team McLaren                | McLaren                                       | Cosworth                                    | 4       | Johnny Rutherford       | All              |
| Bob Fletcher Racing         | Lightning                                     | Cosworth                                    | 7       | Steve Krisiloff         | 1-10             |
| Bob Fletcher Racing         | Lightning                                     | Cosworth                                    | 55      | Spike Gehlhausen        | 11-14            |
| Team Penske                 | Penske                                        | Cosworth                                    | 9       | Rick Mears              | All              |
| Team Penske                 | Penske                                        | Cosworth                                    | 12      | Bobby Unser             | All              |
| Team Penske                 | Penske                                        | Cosworth                                    | 68      | Bill Alsup              | 4                |
| Team Penske                 | Penske                                        | Cosworth                                    | 99      | Mario Andretti          | 11-12            |
| Morales Motorsports         | Lightning                                     | Offenhauser (2-3) Cosworth (1, 4-14)        | 10      | Pancho Carter           | All              |
| Morales Motorsports         | Lightning                                     | Offenhauser                                 | 15      | Bob Harkey              | 11               |
| Longhorn Racing             | Penske                                        | Cosworth                                    | 11      | Tom Bagley              | 1-12, 14         |
| Longhorn Racing             | Penske                                        | Cosworth                                    | 71      | Steve Krisiloff         | 11               |
| Gilmore Racing              | Parnelli                                      | Cosworth                                    | 14      | A. J. Foyt              | 4                |
| Lindsey Hopkins Racing      | Lightning                                     | DGS                                         | 15      | Johnny Parsons          | 4                |
| Lindsey Hopkins Racing      | Lightning                                     | Offenhauser                                 | 51      | Hurley Haywood          | 4                |
| Vollstedt Enterprises       | Vollstedt                                     | Offenhauser                                 | 17      | Dick Simon              | 4                |
| Frantz Racing               | Wildcat                                       | DGS (1-2, 4-5, 7-9, 12) Offenhauser (10-11) | 18 (16) | Tom Frantz              | 1-2, 4, 7-12     |
| Frantz Racing               | Wildcat                                       | DGS (1-2, 4-5, 7-9, 12) Offenhauser (10-11) | 18 (16) | Bill Henderson          | 5                |
| Gehlhausen Racing           | Eagle (1-3, 5-11) Wildcat (4)                 | Offenhauser (1-3, 5-11) Cosworth (4)        | 19      | Spike Gehlhausen        | 1-10             |
| Gehlhausen Racing           | Eagle (1-3, 5-11) Wildcat (4)                 | Offenhauser (1-3, 5-11) Cosworth (4)        | 19      | Phil Caliva             | 11               |
| Gehlhausen Racing           | Eagle                                         | Offenhauser                                 | 39      | Al Loquasto             | 4, 7-8           |
| Patrick Racing              | Penske                                        | Cosworth                                    | 20 (3)  | Gordon Johncock         | All              |
| Patrick Racing              | Penske (4-13) Wildcat (1, 14) Lightning (2-3) | Cosworth                                    | 40 (6)  | Wally Dallenbach        | All              |
| Patrick Racing              | Penske                                        | Cosworth                                    | 60      | Roger Mears             | 11               |
| Patrick Racing              | Penske                                        | Cosworth                                    | 60      | Steve Krisiloff         | 12               |
| Rhoades Competition         | McLaren                                       | Offenhauser                                 | 20      | John Martin             | 4                |
| Conquest Racing             | Parnelli                                      | Cosworth                                    | 21 (89) | Lee Kunzman             | 1-8, 11          |
| Leader Card Racing          | Watson                                        | Offenhauser                                 | 22      | Billy Vukovich II       | 4                |
| Leader Card Racing          | Watson                                        | Offenhauser                                 | 24      | Sheldon Kinser          | 4                |
| Leader Card Racing          | Watson                                        | Offenhauser                                 | 40      | George Snider           | 4                |
| McElreath Racing            | Penske                                        | Cosworth                                    | 23      | Jim McElreath           | 4                |
| McElreath Racing            | Eagle                                         | Offenhauser                                 | 26      | Tony Bettenhausen, Jr.  | 4                |
| Interscope Racing           | Parnelli                                      | Cosworth                                    | 25      | Danny Ongais            | All              |
| Wheel Center                | Eagle                                         | Offenhauser                                 | 28      | Billy Scott             | 4, 11            |
| Hucul Racing                | McLaren                                       | Offenhauser                                 | 29      | Cliff Hucul             | 4                |
| Thunder Racing              | McLaren                                       | Offenhauser                                 | 30      | Dana Carter             | 4                |
| Thunder Racing              | McLaren                                       | Offenhauser                                 | 30      | John Martin             | 11               |
| Wysard Racing               | Wildcat                                       | Offenhauser                                 | 34      | Vern Schuppan           | 1-4, 7, 9-12, 14 |
| S&M Electric                | Lightning                                     | Offenhauser                                 | 35 (31) | Larry Rice              | 1-6              |
| S&M Electric                | Lightning                                     | Offenhauser                                 | 35 (31) | Tim Richmond            | 9-11, 14         |
| Medlin Racing               | Cicada                                        | Offenhauser                                 | 35      | Bill Puterbaugh         | 4                |
| All American Racers         | Eagle                                         | Cosworth                                    | 36      | Mike Mosley             | All              |
| Karl Racing                 | McLaren                                       | Offenhauser                                 | 38      | Jerry Karl              | 4                |
| WASP Racing                 | McLaren                                       | Offenhauser                                 | 41 (67) | Bill Alsup              | All              |
| Mergard Racing              | Eagle                                         | Offenhauser                                 | 42      | Herm Johnson            | 13-14            |
| AMI Racing                  | Lola                                          | Cosworth                                    | 44      | Tom Bigelow             | 4                |
| AMI Racing                  | Lola                                          | Cosworth                                    | 45      | Janet Guthrie           | 4                |
| AMI Racing                  | Wildcat                                       | DGS                                         | 46      | Howdy Holmes            | 4                |
| BFM Enterprises             | Antares (4) Manta (13)                        | Offenhauser                                 | 50      | Eldon Rasmussen         | 4                |
| BFM Enterprises             | Antares (4) Manta (13)                        | Offenhauser                                 | 50      | Frank Weiss             | 13               |
| Hurtubise Racing            | Unknown                                       | Chevrolet                                   | 52      | Woody Fisher            | 4                |
| Hurtubise Racing            | Mallard                                       | Offenhauser                                 | 56      | Jim Hurtubise           | 4                |
| Crower Cams                 | Eagle                                         | Chevrolet                                   | 57      | Jerry Sneva             | 4                |
| Hoffman Racing              | Lightning (4, 7-8, 11)Penske (14)             | Offenhauser (4, 7-8, 11) Cosworth (14)      | 59      | George Snider           | 4                |
| Hoffman Racing              | Lightning (4, 7-8, 11)Penske (14)             | Offenhauser (4, 7-8, 11) Cosworth (14)      | 59      | Joe Saldana             | 7-8, 11          |
| Hoffman Racing              | Lightning (4, 7-8, 11)Penske (14)             | Offenhauser (4, 7-8, 11) Cosworth (14)      | 59      | Dick Ferguson           | 14               |
| Hoffman Racing              | Eagle                                         | Offenhauser                                 | 69      | Joe Saldana Al Loquasto | 1-6, 9-10, 12    |
| Hoffman Racing              | Eagle                                         | Offenhauser                                 | 69      | Al Loquasto             | 11               |
| Hoffman Racing              | Eagle (11, 13, 14) Spyder (7-8)               | Offenhauser                                 | 79      | Dick Ferguson           | 7-8              |
| Hoffman Racing              | Eagle (11, 13, 14) Spyder (7-8)               | Offenhauser                                 | 79      | Cliff Hucul             | 11               |
| Hoffman Racing              | Eagle (11, 13, 14) Spyder (7-8)               | Offenhauser                                 | 79      | Joe Saldana             | 13-14            |
| Bob Olmstead's V12          | Eagle                                         | Volker                                      | 62      | Ed Finley               | 4                |
| Rager Racing                | Eagle                                         | Chevrolet                                   | 66      | Roger Rager             | 4                |
| Mach I Racing               | Eagle                                         | Offenhauser                                 | 69      | Tim Richmond            | 7                |
| Hodgdon Racing              | McLaren                                       | Cosworth                                    | 72      | Roger McCluskey         | 4                |
| Hodgdon Racing              | McLaren                                       | Cosworth                                    | 72      | Jerry Sneva             | 11               |
| Hodgdon Racing              | Spirit                                        | AMC                                         | 73      | Jerry Sneva             | 4                |
| Gibson Racing               | Eagle                                         | Offenhauser                                 | 75      | Todd Gibson             | 4                |
| Walmotor                    | McLaren (1) Penske (2-4, 7-8, 11-12)          | Cosworth                                    | 77      | Salt Walther            | 1-4, 7-8, 11-12  |
| R.P. Racing                 | Penske                                        | Cosworth                                    | 80      | Larry Dickson           | 4                |
| Woodward Racing             | Eagle                                         | Offenhauser                                 | 81      | Dick Ferguson           | 4                |
| Beaudoin Racing             | Wildcat                                       | DGS                                         | 83      | Billy Engelhart         | 4                |
| AMSoil                      | Lola                                          | Cosworth                                    | 86      | Dennis Firestone        | 11               |
| Intercomp                   | Eagle (1, 2, 4, 7-9) Bear (5-6)               | Offenhauser (1, 2, 4, 7-9) DGS (5-6)        | 92      | John Mahler             | 1-2, 4-9         |
| O'Hanlon Racing             | March                                         | Chevrolet                                   | 93      | Larry McCoy             | 4                |
| Whittington Bros. Racing    | McLaren                                       | Cosworth                                    | 94      | Don Whittington         | 11               |
| Whittington Bros. Racing    | Parnelli                                      | Cosworth                                    | 98      | Bill Whittington        | 11               |
| Cannon Racing               | Wildcat                                       | DGS (7) Offenhauser (4, 10-14)              | 95      | Larry Cannon            | 4, 7, 10-14      |
| Agajanian-Grant King Racers | King                                          | Chevrolet                                   | 97      | Phil Threshie           | 4                |
| Agajanian-Grant King Racers | King                                          | Offenhauser                                 | 98      | Gary Bettenhausen       | 4                |
| Canavan Racing              | McLaren                                       | Offenhauser                                 | X       | Earle Canavan           | 4                |

## Calendário
| #  | Data           | Grande Prêmio                    | Circuito                          | Local                   |
| -- | -------------- | -------------------------------- | --------------------------------- | ----------------------- |
| 1  | 11 de Março    | Arizona Republic/Jimmy Bryan 150 | O Phoenix International Raceway   | Avondale, Arizona       |
| 2  | 22 de Abril    | Gould Twin Dixie 125             | O Atlanta Motor Speedway          | Hampton, Geórgia        |
| 3  | 22 de Abril    | Gould Twin Dixie 125             | O Atlanta Motor Speedway          | Hampton, Geórgia        |
| 4  | 27 de Maio     | Indianapolis 500                 | O Indianapolis Motor Speedway     | Indianapolis, Indiana   |
| 5  | 10 de Junho    | Trenton Twin Indy                | O Trenton Speedway                | Trenton, Nova Jersey    |
| 6  | 10 de Junho    | Trenton Twin Indy                | O Trenton Speedway                | Trenton, Nova Jersey    |
| 7  | 15 de Julho    | Norton Twin 125                  | O Michigan International Speedway | Brooklyn, Michigan      |
| 8  | 15 de Julho    | Norton Twin 125                  | O Michigan International Speedway | Brooklyn, Michigan      |
| 9  | 5 de Agosto    | Kent Oil 150                     | R Watkins Glen International      | Watkins Glen, Nova York |
| 10 | 19 de Agosto   | Ditzler 150                      | O Trenton Speedway                | Trenton, Nova Jersey    |
| 11 | 2 de Setembro  | California 500                   | O Ontario Motor Speedway          | Ontario, California     |
| 12 | 15 de Setembro | Gould Grand Prix                 | O Michigan International Speedway | Brooklyn, Michigan      |
| 13 | 30 de Setembro | Rich's Atlanta Classic           | O Atlanta Motor Speedway          | Hampton,Geórgia         |
| 14 | 20 de Outubro  | Miller High Life 150             | O Phoenix International Raceway   | Avondale, Arizona       |

### Resultado das corridas
| #  | Grande Prêmio                      | Pole Position     | Piloto vencedor   | Equipe vencedora | Duração | Report |
| -- | ---------------------------------- | ----------------- | ----------------- | ---------------- | ------- | ------ |
| 1  | Arizona Republic / Jimmy Bryan 150 | Bobby Unser       | Gordon Johncock   | Patrick Racing   | 1:15:23 | Report |
| 2  | Gould Twin Dixie 125               | Johnny Rutherford | Johnny Rutherford | Team McLaren     | 0:47:28 | Report |
| 3  | Gould Twin Dixie 125               | Johnny Rutherford | Johnny Rutherford | Team McLaren     | 0:45:40 | Report |
| 4  | Indianapolis 500                   | Rick Mears        | Rick Mears        | Team Penske      | 3:08:27 | Report |
| 5  | Trenton Twin Indy                  | Gordon Johncock   | Bobby Unser       | Team Penske      | 0:46:30 | Report |
| 6  | Trenton Twin Indy                  | Bobby Unser       | Bobby Unser       | Team Penske      | 0:40:46 | Report |
| 7  | Norton Twin 125                    | Bobby Unser       | Gordon Johncock   | Patrick Racing   | 0:44:13 | Report |
| 8  | Norton Twin 125                    | Bobby Unser       | Bobby Unser       | Team Penske      | 0:48:40 | Report |
| 9  | Kent Oil 150                       | Al Unser          | Bobby Unser       | Team Penske      | 1:14:42 | Report |
| 10 | Ditzler 150                        | Bobby Unser       | Rick Mears        | Team Penske      | 1:09:20 | Report |
| 11 | California 500                     | Rick Mears        | Bobby Unser       | Team Penske      | 3:24:22 | Report |
| 12 | Gould Grand Prix                   | Bobby Unser       | Bobby Unser       | Team Penske      | 0:51:22 | Report |
| 13 | Rich's Atlanta Classic             | Bobby Unser       | Rick Mears        | Team Penske      | 0:50:09 | Report |
| 14 | Miller High Life 150               | Bobby Unser       | Al Unser          | Chaparral Cars   | 1:13:03 | Report |

## Classificação
| #   | Piloto                 | PHX | ATL | ATL | INDY | TRT | TRT | MIC | MIC | WGL | TRT | ONT | MIC | ATL | PHX | Pts   |
| --- | ---------------------- | --- | --- | --- | ---- | --- | --- | --- | --- | --- | --- | --- | --- | --- | --- | ----- |
| 1   | Rick Mears             | 2   | 5   | 2   | 1    | 5   | 7   | 4   | 5   | 2   | 1   | 2   | 3   | 1   | 3   | 4.060 |
| 2   | Bobby Unser            | 5   | 7   | 4   | 5    | 1   | 1   | 19  | 1   | 1   | 2   | 1   | 1   | 3   | 2   | 3.820 |
| 3   | Gordon Johncock        | 1   | 4   | 9   | 6    | 3   | 5   | 1   | 4   | 3   | 16  | 15  | 13  | 2   | 4   | 2.211 |
| 4   | Johnny Rutherford      | 3   | 1   | 1   | 18   | 15  | 3   | 3   | 11  | 15  | 5   | 4   | 4   | 11  | 6   | 2.163 |
| 5   | Al Unser               | 4   | 6   | 3   | 22   | 2   | 12  | 13  | 3   | 5   | 6   | 5   | 10  | 5   | 1   | 2.085 |
| 6   | Danny Ongais           | 15  | 14  | 6   | 4    | 7   | 6   | 18  | 12  | 4   | 13  | 6   | DNQ | 15  | 17  | 1.473 |
| 7   | Tom Sneva              | 17  | 3   | 5   | 15   | 6   | 15  | 21  | 2   | 10  | 3   | 17  | 2   | 8   | 5   | 1.360 |
| 8   | Tom Bagley             | 8   | 8   | 7   | 9    | 8   | 4   | 6   | 6   | 6   | 7   | 32  | 5   |     | 9   | 1.208 |
| 9   | Wally Dallenbach       | 7   | 11  | 8   | 27   | 4   | 2   | 5   | 10  | 14  | 4   | 24  | 6   | 4   | 12  | 1.149 |
| 10  | Mike Mosley            | 6   | 17  | 17  | 3    | 13  | DNS | 2   | 20  | 12  | 14  | 34  |     | 14  | 10  | 1.126 |
| 11  | Mario Andretti         |     |     |     |      |     |     |     |     |     |     | 3   | DNQ |     |     | 700   |
| 12  | Lee Kunzman            | 9   | 2   | 18  | 30   | 14  | DNS | 14  | 17  |     |     | 9   |     |     |     | 490   |
| 13  | Pancho Carter          | 20  | 9   | 11  | 20   | 10  | 8   | 7   | 14  | 16  | DNQ | 28  | 8   | 13  | 7   | 452   |
| 14  | Vern Schuppan          | 21  | 12  | 12  | 21   |     |     | 16  | DNS | 7   |     | 7   | DNS |     | 14  | 449   |
| 15  | Bill Alsup RY          | 11  | 16  | 15  | DNQ  | 12  | 9   | 9   | 13  | 9   | 10  | 22  | 9   | 10  | 11  | 400   |
| 16  | Joe Saldana            | 13  | 13  | 13  | 16   | 17  | 16  | 10  | 8   | 13  | 8   | 30  | DNQ | 6   | 18  | 368   |
| 17  | Spike Gehlhausen       | 18  | 18  | 16  | 10   | 18  | 13  | 22  | 21  | 17  | 11  | 25  | 11  | 16  | 8   | 343   |
| 18  | Salt Walther           | 12  | 10  | 10  | 12   |     |     | 8   | 7   |     |     | 20  | 12  |     |     | 314   |
| 19  | Steve Krisiloff        | 16  | 15  | DNS | 11   | 9   | 14  | 17  | 18  | 18  |     | 23  | 6   |     |     | 279   |
| 20  | Tom Frantz             | 14  |     |     | DNQ  |     |     | 11  | 16  | 11  | 9   | 11  | 14  |     |     | 236   |
| 21  | Jerry Sneva            |     |     |     | 31   |     |     |     |     |     |     | 10  |     |     |     | 155   |
| 22  | Tim Richmond R         |     |     |     |      |     |     | 23  | DNS | 8   | 12  | 26  |     |     | 15  | 112   |
| 23  | Larry Rice             | 10  |     | 14  | 19   | 16  | 10  |     |     |     |     |     |     |     |     | 105   |
| 24  | Herm Johnson           |     |     |     |      |     |     |     |     |     |     |     |     | 7   | 13  | 98    |
| 25  | John Mahler            | 19  |     |     | 25   | 11  | 11  | 12  | 15  |     |     |     |     |     |     | 74    |
| 26  | Al Loquasto            |     |     |     | DNQ  |     |     | 20  | 9   |     |     | 21  |     |     |     | 70    |
| 27  | Larry Cannon           |     |     |     | DNQ  |     |     |     |     |     | 15  | 14  | DNS | 12  | 16  | 56    |
| 28  | Dick Ferguson          |     |     |     | DNQ  |     |     | 15  | 19  |     |     | 16  |     |     | DNQ | 35    |
| 29  | Billy Scott            |     |     |     | DNQ  |     |     |     |     |     |     | 19  |     |     |     | 20    |
| 30  | Phil Caliva R          |     |     |     |      |     |     |     |     |     |     | 27  |     |     |     | 10    |
| -   | A. J. Foyt             |     |     |     | 2    |     |     |     |     |     |     |     |     |     |     | -     |
| -   | Howdy Holmes R         |     |     |     | 7    |     |     |     |     |     |     |     |     |     |     | -     |
| -   | Billy Vukovich II      |     |     |     | 8    |     |     |     |     |     |     |     |     |     |     | -     |
| -   | Don Whittington, Jr. R |     |     |     |      |     |     |     |     |     |     | 8   |     |     |     | -     |
| -   | Frank Weiss            |     |     |     | DNQ  |     |     |     |     |     |     |     |     | 9   |     | -     |
| -   | Bill Whittington R     |     |     |     |      |     |     |     |     |     |     | 12  |     |     |     | -     |
| -   | Roger McCluskey        |     |     |     | 13   |     |     |     |     |     |     |     |     |     |     | -     |
| -   | Tom Bigelow            |     |     |     | 14   |     |     |     |     |     |     |     |     |     |     | -     |
| -   | Phil Threshie          |     |     |     | 17   |     |     |     |     |     |     |     |     |     |     | -     |
| -   | John Martin            |     |     |     | DNQ  |     |     |     |     |     |     | 18  |     |     |     | -     |
| -   | Eldon Rasmussen        |     |     |     | 23   |     |     |     |     |     |     |     |     |     |     | -     |
| -   | Larry Dickson          |     |     |     | 24   |     |     |     |     |     |     |     |     |     |     | -     |
| -   | Dick Simon             |     |     |     | 26   |     |     |     |     |     |     |     |     |     |     | -     |
| -   | Sheldon Kinser         |     |     |     | 28   |     |     |     |     |     |     |     |     |     |     | -     |
| -   | Bob Harkey             |     |     |     | DNQ  |     |     |     |     |     |     | 29  |     |     |     | -     |
| -   | Cliff Hucul            |     |     |     | 29   |     |     |     |     |     |     | 35  |     |     |     | -     |
| -   | Dennis Firestone R     |     |     |     |      |     |     |     |     |     |     | 31  |     |     |     | -     |
| -   | Johnny Parsons         |     |     |     | 32   |     |     |     |     |     |     | 33  |     |     |     | -     |
| -   | George Snider          |     |     |     | 33   |     |     |     |     |     |     |     |     |     |     | -     |
| -   | Janet Guthrie          |     |     |     | 34   |     |     |     |     |     |     |     |     |     |     | -     |
| -   | Jim McElreath          |     |     |     | 35   |     |     |     |     |     |     |     |     |     |     | -     |
| Pos | Driver                 | PHX | ATL | ATL | INDY | TRT | TRT | MIC | MIC | WGL | TRT | ONT | MIC | ATL | PHX | Pts   |

| Cor        | Significado               |
| ---------- | ------------------------- |
| Ouro       | Vencedor                  |
| Prata      | 2° Lugar                  |
| Bronze     | 3° Lugar                  |
| Verde      | 4° e 5° Lugar             |
| Azul Claro | 6° ao 10° Luigar          |
| Roxo       | Terminou (Fora do Top 10) |
| Púrpura    | Retirou-se (Ret)          |
| Rosa       | Não Qualificado (DNQ)     |
| Marrom     | Retirado (Wth)            |
| Preto      | Disqualificado (DSQ)      |
| Branco     | Não Largou (DNS)          |
| Sem Cor    | Não Participou (DNP)      |
| Sem Cor    | Não Competiu              |

| Notas   | Notas                    |
| ------- | ------------------------ |
| Bold    | Pole Position            |
| Italics | Volta Mais Rápida        |
| *       | Mais Voltas Na Liderança |
| RY      | Rookie do Ano            |
| R       | Rookie                   |

| Cor        | Significado               |
| ---------- | ------------------------- |
| Ouro       | Vencedor                  |
| Prata      | 2° Lugar                  |
| Bronze     | 3° Lugar                  |
| Verde      | 4° e 5° Lugar             |
| Azul Claro | 6° ao 10° Luigar          |
| Roxo       | Terminou (Fora do Top 10) |
| Púrpura    | Retirou-se (Ret)          |
| Rosa       | Não Qualificado (DNQ)     |
| Marrom     | Retirado (Wth)            |
| Preto      | Disqualificado (DSQ)      |
| Branco     | Não Largou (DNS)          |
| Sem Cor    | Não Participou (DNP)      |
| Sem Cor    | Não Competiu              |

| Notas   | Notas                    |
| ------- | ------------------------ |
| Bold    | Pole Position            |
| Italics | Volta Mais Rápida        |
| *       | Mais Voltas Na Liderança |
| RY      | Rookie do Ano            |
| R       | Rookie                   |